# Catedral de Nuuk
La Catedral de Nuuk o la Iglesia de Nuestro Salvador (en groenlandés: Annaassisitta Oqaluffia; en danés: Vor Frelser Kirke) es una catedral luterana de madera en el barrio antiguo de Nuuk, la capital de Groenlandia. Fue establecida en 1849. El edificio rojo con su aguja es un sitio prominente en el paisaje. Durante las celebraciones del Día Nacional, grandes multitudes se reúnen por lo general alrededor de la iglesia. El edificio fue construido desde 1848 hasta 1849, y fue consagrado el 6 de abril de 1849. Fue financiado en su totalidad por el Fondo de Karen Oersted. Cuando fue consagrada se convirtió en la iglesia de la congregación de  Nuuk, en sustitución de las responsabilidades de muchas iglesias antiguas en Nuuk, la más antigua de las cuales es de 1758. Hasta el 6 de mayo de 1993, la Catedral de Copenhague fue también la Catedral de Groenlandia, pero cuando la Ley de la Iglesia y escuelas de Groenlandia entró en vigor el 6 de mayo de 1993, la iglesia se convirtió oficialmente en la Catedral de Groenlandia.